# Gulfstream IV
Pour les articles homonymes, voir GIV.
Dimensions
Le Gulfstream IV (G-IV ou GIV) est un avion d'affaires conçu par la compagnie Gulfstream Aerospace.

## Histoire
Le Gulfstream IV fait suite au Gulfstream III, avec de nombreuses améliorations, grâce notamment aux turbofans Rolls-Royce qui lui permettent d'avoir une autonomie plus importante que ses prédécesseurs.
Il a été dessiné en 1983 mais son premier vol eut lieu en 1985. La certification de la FAA vint en 1987.
Plus tard, en 1992, le Gulfstream IV-SP remplaça le Gulfstream IV.

## Modèles
Gulfstream IV
Numéro de série compris entre 1000 et 1213. Il s'agit de IV-SP à partir de 1214.
C-20F/G
Version militaire